# Масагети
Масагети (дав.-гр. Μασσᾰγέται, лат. Massagetae) — збірне ім'я, яке використовували античні автори для позначення середньоазійських кочових і напівкочових племен споріднених із скіфами. Культура масагетів тісно пов'язана з саками настільки, що точно ідентифікувати приналежність археологічних пам'яток неможливо — використовується термін «культури Сако-масагетського кола». Передбачається, що массагети говорили однією з іранських мов. Основні осередки культур Сако-масагетського кола — зони Центрального і Східного Казахстану, Приаралля, Семиріччя, Паміру.

## Походження назви

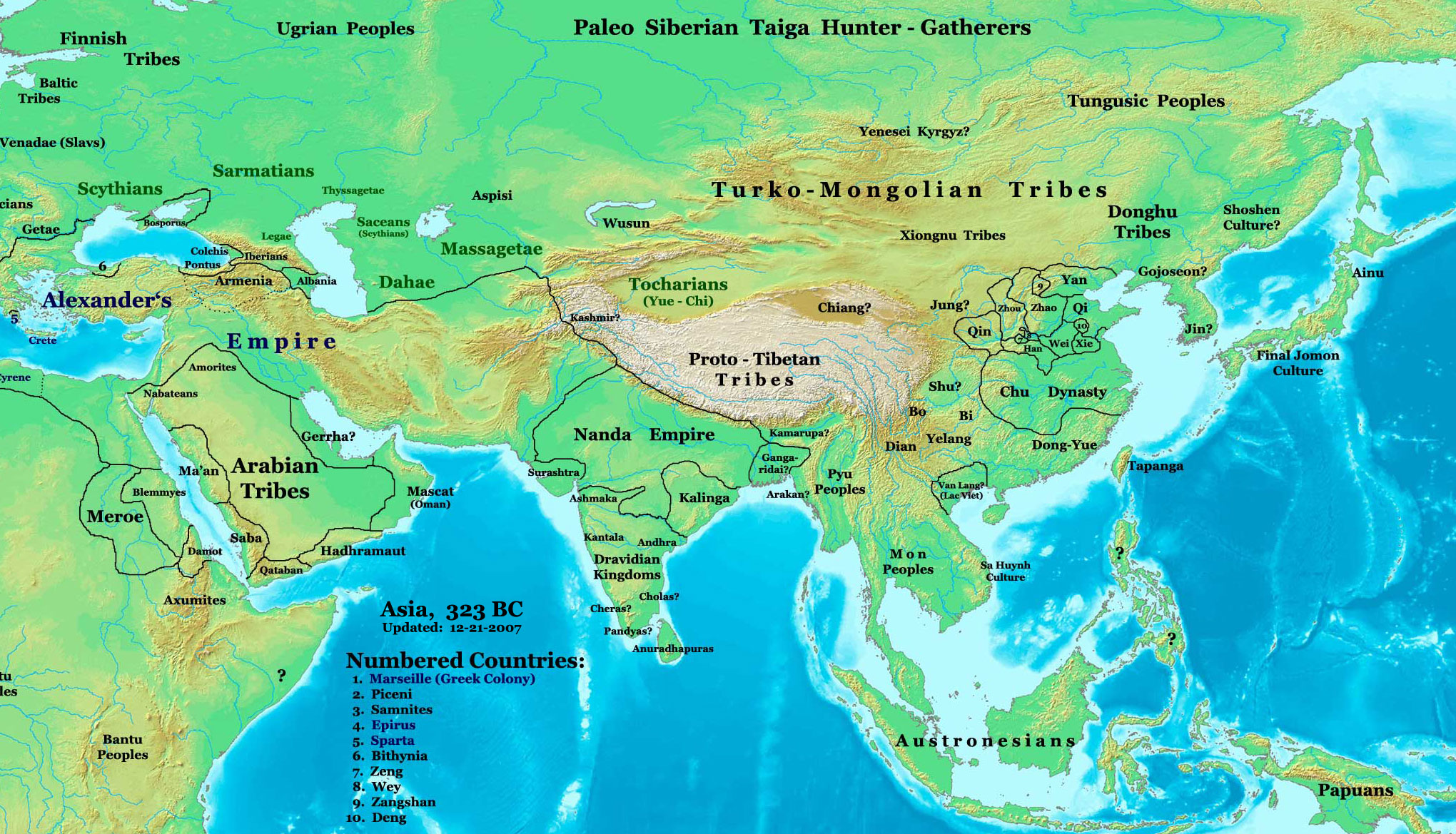
Карта розселення

Існує кілька версій походження назви. Томашек та Маркварт припускають, що назва пов'язана з авестійським masyo = «риба» (Страбон характеризував масагетів як «Рибоїдів»). Звідси походить masyaka ~ masyaga з осетинським суфіксом множини. Є пояснення його як складового зі слів «мас», «сака» і «та», що означає «велика сакська (скіфська) орда». Більш імовірно, що етнонім означав — «великі гети», що почасти близько «да (великі) юечжі» за давньокитайськими літописами.

## Згадки массагетів уГеродота
|  | Ці массагети, як кажуть, численне і хоробре плем'я. Живуть вони на сході у напрямку до сходу сонця за річкою Аракс навпроти ісседонів. Інші вважають їх також скіфським плем'ям . |

|  | ...массагети носять одяг, подібний скіфському, і ведуть схожий спосіб життя. Б'ються вони на конях і в пішому строю (і так і сяк). Є у них зазвичай також луки, списи і бойові сокири. Із золота і міді у них всі речі. Але всі металеві частини копій, стріл і бойових сокир вони виготовляють з міді, а головні убори, пояси й перев'язі прикрашають золотом. Так само і коням вони надягають мідні панцирі, як нагрудники. Вуздечки ж, вудила і нащічники інкрустують золотом. Заліза і срібла у них зовсім немає в побуті, так як цих металів зовсім не зустрінеш у цій країні. Зате золота і міді там в достатку. |

|  | Хліба массагети не сіють, але живуть скотарством і рибальством (у річці Аракс надзвичайно велика кількість риби), а також п'ють молоко. Єдиний бог, якого вони шанують, це — сонце. Сонцю вони приносять в жертву коней, вважаючи сенс цього жертвопринесення в тому, що найшвидшому богу треба приносити в жертву найшвидшу істоту на світі. |

## Звичаї
За Геродотом, саки мешкали на правобережжі Сирдар'ї в Приаральї. Ось як він описував їх: "Саки ж
|  | (скіфське плем'я) носили на головах високі гостроверхі тюрбани, щільні, так що стояли прямо. Вони носили штани, а озброєні були сакськими луками і кинджалами. Крім того, у них були ще сарагіси — бойові сокири . |

Археологи, що дослідили кургани та інші пам'ятки скіфського часу в Східному Казахстані і в Приараллі, знайшли численні підтвердження існування тут колись могутніх і багатих кочівників.

Масагети розселилися з Закаспію до Амудар'ї. Вони крім скотарства займалися ще риболовлею на Амудар'ї. За Геродотом 
|  | Массагети носять одяг, подібний до скіфського, і ведуть схожий з ними спосіб життя. Б'ються вони на конях і в пішому строю. Є у них зазвичай також луки, списи і бойові сокири. Із золота і міді у них всі речі ... Заліза і срібла у них немає в побуті, так як цих металів зовсім не зустрінеш у цій країні. Зате золота і міді там в достатку. |

За Геродотом, піддані Томіріс билися пішими і на конях, коні мали на грудях лати (фалари, іноді з зображеннями); начиння і зброю вони виготовлялися з міді і золота. За Страбоном, вони поклонялися сонцю і приносили йому в жертву коней. Оскільки до масагетів відносили і залежні від них етноси, то під цей етнонім потрапляли мешканці прикаспійських і приаральських боліт і островів, що жили примітивним збиранням і рибним ловом, але також деякі з них знали землеробство (наприклад, хорезмійці).
Союзні масагетам саки, згодом частково перейшли на службу Персії, брали участь у походах на Грецію та інші країни.

## Історичні відомості
За розповіддю Геродота, саме на землі массагетів загинув знаменитий полководець, засновник Перської держави Кір II.
Саки та массагети мешкали на північних кордонах великих азійських держав старовини — Персії, Согдіани, Парфії. Вони вели війни з найбільшими полководцями — Дарієм I, Кіром, Олександром Македонським. Кочівники Середньої Азії в III—I ст. до н. е.. Брали участь у створенні Парфіянського і Кушанського царств, може бути, що їх перші царські династії були пов'язані з саками або масагетами.
Кушанське царство і Парфія використовували мобільність і войовничість кочовиків у війнах проти Персії та Індії, постійно розширюючи свої володіння. Самі ж воїни поступово змінювали свої звички, змішувалися з іншими групами населення держав і поступово розчинилися в них. Коли в III ст. н. е. великі середньоазійські держави розпалися, то про Саків і масагетів уже ніхто не чув, етнонім масагети залишився лише у назви певної групи алан, що мешкали на пн.-зах. узбережжі Прикаспію (алани-маскути).

## У пізнішій традиції
Пізньоантичні оповіді вважали, що на згадку про Томіріс місто Томи (нині Констанца, Румунія) — кілька століть була столицею Малої Скіфії.
Прокопій Кесарійський в VI столітті порівнював спосіб життя слов'ян і масагетів: «Вони дуже високого зросту і величезної сили. Колір шкіри і волосся в них не дуже білий або золотистий і не зовсім чорний, але все ж вони темно-червоні. Спосіб життя у них, як і у масагетів, грубий, без жодних зручностей, вічно вони покриті брудом, але по суті вони непогані люди і зовсім не злобні, але у всій чистоті зберігають гунські звичаї. І інколи навіть ім'я у слов'ян і антів було одне й те саме. У давнину обидва ці племена називали спорами („розсіяними“ (1)), думаю тому, що вони жили, займаючи країну „Споради“, „розсіяно“, окремими селищами. Тому-то їм і землі доводиться займати багато».